# مسلسل دستی

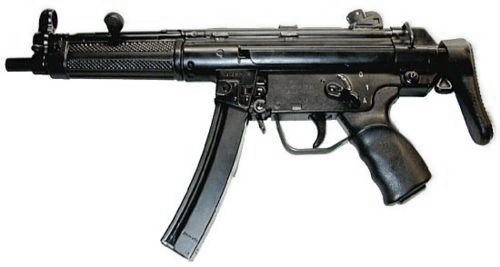
ام‌پی۵ ساخت شرکت آلمانی هکلر و کخ

مسلسل (تیربار) دستی (به انگلیسی: Submachine Gun) یا SMG به انواعی از سلاح‌های دستی کوچکتر و سبک‌تر از سلاح‌های تهاجمی گفته می‌شوند که از فشنگ‌های نسبتاً کم‌قدرت سلاح‌های کمری استفاده می‌کنند. مسلسل‌های دستی نخستین بار در زمان جنگ جهانی اول ابداع شدند اما در جنگ جهانی دوم این نوع سلاح‌ها در حجم انبوه وارد میدان شدند. امروزه در بسیاری از ارتش‌ها سلاح تهاجمی جایگزین مسلسل دستی شده‌است.

## تاریخچه
مسلسل‌های دستی ابتدا با تبدیل اسلحهٔ‌های کمری موجود به سلاح‌های نیمه‌خودکار، و تمام خودکار در اوایل سده بیستم ساخته شدند. نخستین سلاح‌های اتوماتیکی که قابلیت شلیک فشنگ‌های مخصوص اسلحهٔ کمری را داشتند هم‌زمان با جنگ جهانی اول در ایتالیا، آلمان و آمریکا ساخته شدند. در دههٔ ۲۰۱۹۰ و ۱۹۳۰ این سلاح‌ها محبوبیت زیادی پیدا کرده و مسلسل تامسن به سلاح مورد علاقه نیروهای پلیس و همین‌طور مافیا و آدم‌کش‌ها در ایالات متحده تبدیل شد. در جنگ جهانی دوم این مسلسل‌ها سلاح خط اول در جنگ‌های تن به تن و از فاصله نزدیک و سلاح مخصوص نیروهای تکاوری بودند. امروزه نیز به‌طور گسترده توسط نیروهای پلیس، تکاوران ارتش، نیروهای شبه‌نظامی، و گروه‌های ضدتروریستی استفاده می‌شوند.

## ویژگی‌ها و مشخصات
مسلسل‌های دستی در فاصله‌های نزدیک بسیار مؤثرند و فشنگ‌های کم‌قدرت اسلحه کمری باعث می‌شود تا در هنگام شلیک رگبار کنترل‌پذیرتر از تفنگ‌های تهاجمی (مانند ام۱۶ و کلاشنیکف) باشند و با توجه به اندازه کوچک‌تر و وزن کمتر قابلیت مانور بیشتری دارند. از سوی دیگر فشنگ‌های ضعیف آن‌ها باعث می‌شود تا برای شلیک به اهداف زرهی و دارای محافظ تأثیرگذاری کمتری داشته و در مقایسه با تفنگ‌های کالیبر متوسط و قوی برد کمتری داشته باشند. معروف‌ترین کالیبر مورد استفاده مسلسل‌های دستی کالیبر ۹ میلی‌متری است و از خشاب‌هایی با ظرفیت ۱۰ تا ۵۰ فشنگ استفاده می‌کنند. این سلاح‌ها برد کوتاهی دارند و برای مسافت‌های بیشتر از ۱۸۰ متر تقریباً بدون استفاده هستند. نواخت تیر مسلسل‌های دستی معمولاً به ۶۵۰ شلیک در دقیقه یا بیشتر می‌رسد و وزن این سلاح‌ها معمولاً در حدود ۲٬۵ تا ۴٬۵ کیلوگرم است.

## نگارخانه

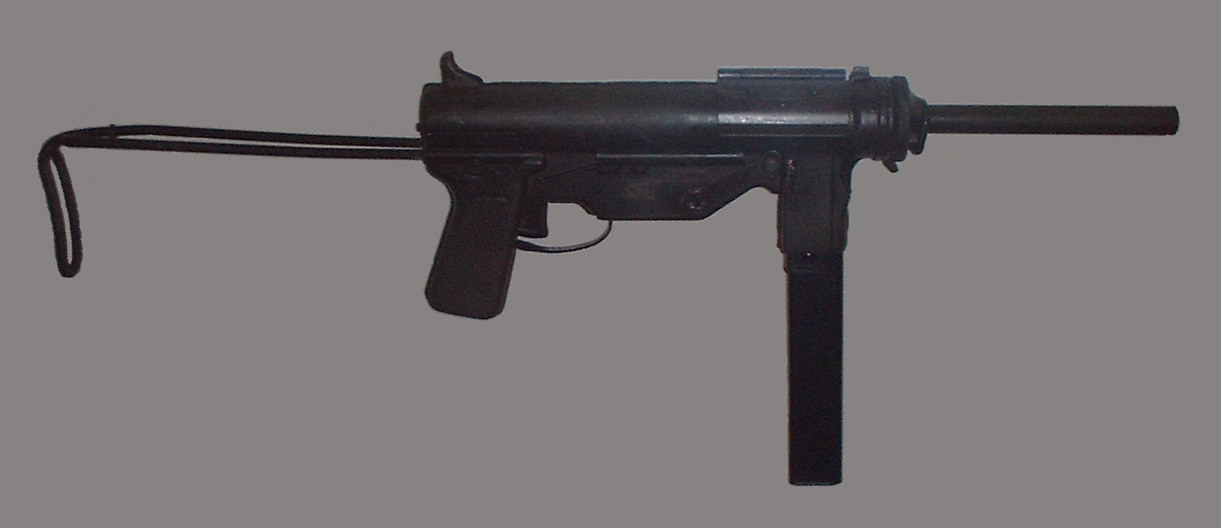
مسلسل دستی ام۳ ساخت آمریکا

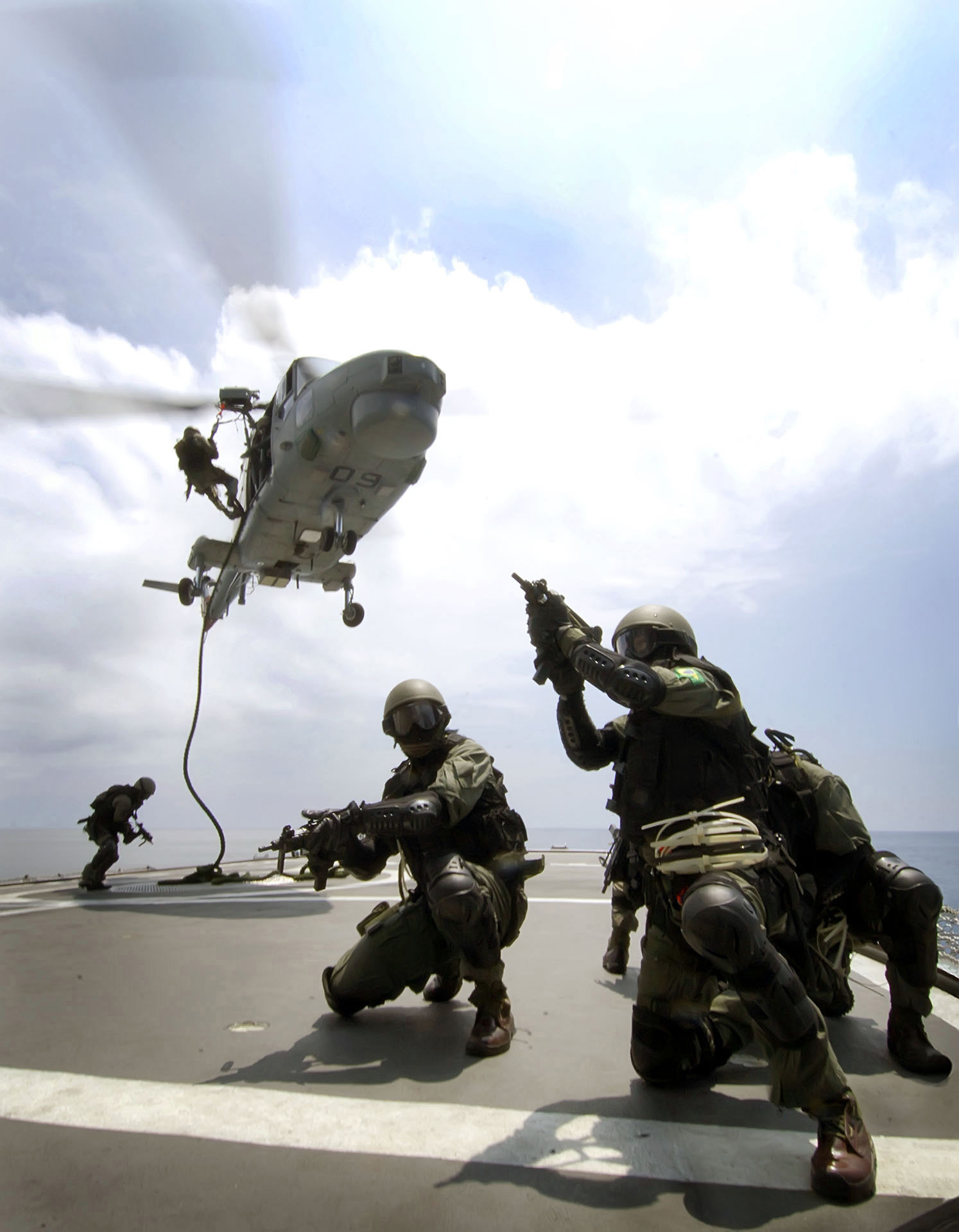
تفنگداران نیروی دریایی برزیل با مسلسل اسرائیلی یوزی